# لئون مشان
لئون مُشان (فرانسوی: Léon Motchane‎؛ زاده ۱۹ ژوئن ۱۹۰۰ - درگذشته ۱۷ ژانویه ۱۹۹۰) ریاضی‌دان ِ فرانسوی و ازمؤسّسین ِ مؤسسه مطالعات علمی پیشرفته بود.